# Нектарий
Некта́рий (др.-греч. Νεκτάριος от др.-греч. νέκταρ, νέκτᾰρος — нектар, напиток богов, пчелиный нектар, т. е. мёд) — мужское имя греческого происхождения.

## Именины
В католицизме — 5 мая, 13 сентября, 9 декабря.
В греческом православии — 5 мая, 17 мая, 11 июля, 13 сентября, 11 октября, 9 ноября, 29 ноября, 5 декабря.
В русском православии — 29 апреля/12 мая, 9/22 ноября, 29 ноября/12 декабря.